# Giove e Semele
Giove e Semele (Jupiter et Sémélé) è un dipinto a olio su tela realizzato intorno al 1895 dal pittore francese Gustave Moreau e conservato al Museo Gustave Moreau di Parigi.

## Descrizione
La tela, pervasa da un'atmosfera mistica e simbolica che trae spunto dall'iconografia classica, dal Simbolismo francese e dalle idee originali dello stesso Moreau, presenta una ricca sequenza di personaggi mitologici. Al centro vi è Giove assiso in trono secondo l'iconografia tipica della Maiestas Domini, con gli occhi sbarrati e un'espressione severa e imperscrutabile. Riversa sulla sua coscia sinistra vi è Semele, con il fianco sanguinante e un'espressione terrorizzata. Il piede sinistro di Giove poggia su un serpente che si morde la coda.
Ai piedi del colossale trono di Giove spiccano tre figure: Dolore, ammantata di blu e con una spada insanguinata, il dio Pan e la Morte (a destra), che stringe un giglio bianco. In basso a sinistra si vede anche Ecate, che indossa un polos su cui brilla una falce di luna. Nei suoi diari lo stesso Moreau commenta la scena, scrivendo: